# Stranger Aeons
Stranger Aeons er en ep af det svenske dødsmetal-band Entombed der blev udgivet i 1992 gennem Earache Records. Numrene "Dusk" og "Shreds of Flesh" blev brugt som bonusnumre på genudgivelsen af Clandestine i 1995. 

## Numre
1. "Stranger Aeons" – 3:26
2. "Dusk" – 2:41
3. "Shreds of Flesh" – 2:03